# Oskar Siffling
Oskar Siffling (* 16. August 1919 in Mannheim; † 24. September 1945) war ein deutscher Fußballspieler.

## Karriere
Oskar Siffling kam aus einer Mannheimer Fußballerfamilie. Seine Brüder Heinrich und Otto sowie sein Cousin von Ludwig Siffling waren allesamt aktive Spieler in den 1930er-Jahren. Siffling spielte zunächst für den Mannheimer Stadtteilverein MFC 08 Lindenhof, bevor er 17-jährig zum SV Waldhof Mannheim wechselte. Als Stürmer bestritt er für den Verein von 1936 bis März 1939 in der Gauliga Baden, in einer von zunächst 16, später 23 Gauligen zur Zeit des Nationalsozialismus als einheitlich höchste Spielklasse im Deutschen Reich, Punktspiele; am Ende seiner Premierensaison gewann er die Gaumeisterschaft Baden.
1937 und 1938 kam er im 1935 neu geschaffenen Pokalwettbewerb für Vereinsmannschaften um den Tschammerpokal in zwei bzw. vier Spielen zum Einsatz und erzielte sechs Tore. In diesem Wettbewerb debütierte er am 29. August 1937 beim 2:0-Erstrunden-Sieg über den VfB Friedberg. Seine sechs Tore erzielte er in jedem Spiel, von der 1. Runde bis zum Viertelfinale, das am 6. November 1938 mit 3:2-Sieg nach Verlängerung über Rot-Weiss Essen gewonnen wurde.
Danach spielte er von April 1939 bis Dezember 1940 für Wormatia Worms, zunächst in der Gauliga Südwest, zu dessen Gaumeisterschaft er am Saisonende 1938/39 beitrug, anschließend – und saisonübergreifend – erst in der Staffel Saarpfalz, dann in der Staffel Mainhessen. Für Wormatia Worms bestritt er einzig das am 20. August 1939 mit 0:9 gegen den VfL Köln 1899 verlorene Pokalspiel in der 1. Runde.
Für die Monate Januar und Februar der laufenden Saison 1940/41 spielte er für den 1. FC Kaiserslautern erneut in der Staffel Saarpfalz, bevor er von März bis Saisonende – zu den Stuttgarter Kickers gewechselt – für diese in der Gauliga Württemberg spielte und abermals zur Gaumeisterschaft beitrug. Mit diesem Erfolg war seine Mannschaft als Teilnehmer an der Endrunde um die Deutsche Meisterschaft qualifiziert. Diese wurde in vier Gruppen zu je drei bzw. vier Mannschaften ausgetragen, von denen die Gruppensieger die Halbfinalspiele bestritten. Er kam lediglich am 13. April 1941 in Stuttgart im ersten Spiel der Gruppe 4, beim 3:3-Unentschieden gegen den TSV 1860 München, zum Einsatz.
Die Hinrunde der Saison bis Jahresende 1941 spielte er – nach Mannheim zurückkehrt – erneut für den SV Waldhof Mannheim, mit dem er die Gruppe Nord noch als Sieger abschloss und somit Anteil an der Gaumeisterschaft, die am 19. April 1942 gewonnen wurde, hatte. Am 3. August 1941 bestritt er zuvor nochmals ein Pokalspiel für den SV Waldhof Mannheim, das in der 2. Runde mit 3:0 beim BC Sport Kassel gewonnen wurde. 

## Erfolge
- Gaumeister Württemberg 1941
- Gaumeister Südwest 1939
- Gaumeister Baden 1937, 1942